# Stanislaus-Achse

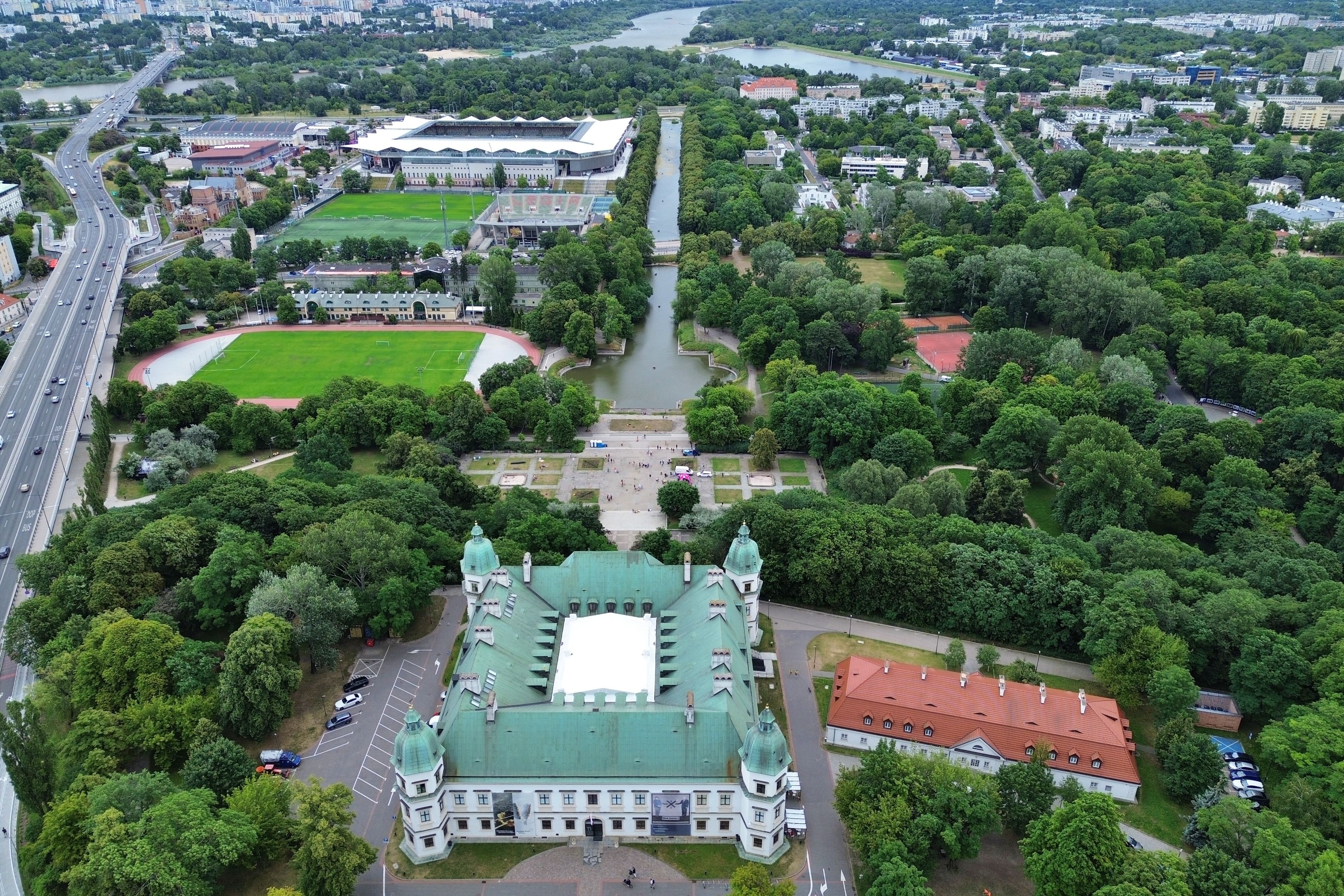
Blick auf Schloss Ujazdów und den Piaseczyński-Kanal, das östliche Ende der Achse

Die Stanislaus-Achse (polnisch Oś Stanisławowska) ist eine teilweise noch bestehende klassizistische städtebauliche Anlage in Warschau vom späten 18. Jahrhundert, die in Ost-West-Richtung verläuft.

## Beschreibung
Sie wurde von dem polnischen König Stanislaus  August Poniatowski um 1780 – während der Stanislaus-Zeit – nach Pariser Vorbild errichtet. Die Stanislaus-Achse verlief von der Weichsel in westlicher Richtung über mehrere Sternförmig angelegte Plätze im Stadtteil Ujazdów und Wola. Projektant der Achse war wahrscheinlich Ephraim Schröger. Sie kreuzt den Warschauer Königsweg auf Höhe der Ujazdów-Alleen und die Marschallstraße am Platz der Verfassung. Nördlich von ihr befindet sich die ältere Sächsische Achse. Ein Teil der Achse wurde im 19. Jahrhundert von den Lindleyschen Filter überbaut. Unmittelbar nach dem Zweiten Weltkrieg wurde ihr mittlerer Teil in den MDM-Stadtteil integriert. In den 1970er Jahren wurde sie von der Łazienkowska-Stadtautobahn tangiert.